# Долос
Долос (Δόλος) — в древнегреческой мифологии дух обмана и коварства. Также он является мастером хитрости и предательства (вероломства).

## Происхождение
Сын Геи (Земли) и Эфира, либо, по другим данным, Эреба (Эребуса) и Нюкты. У Долоса было множество братьев и сестёр, многие из которых выступают как духи-персонификации различных человеческих качеств, например, насилия, раздора, сатиры и т. д. и проявлений (так, Танатос олицетворял смерть). Также среди его родственников были титаны и циклопы.

## Описание
Долос — ученик титана Прометея и спутник Псевдологии (лжи). Его женский аналог — Апата, богиня мошенничества и обмана. Его римский эквивалент — Мендациус.
Первой выходкой Долоса стала попытка создать поддельную копию статуи Алетеи (Веритас) с тем, чтобы убедить людей, будто перед ними оригинал. Однако у Долоса закончилась глина и ему пришлось оставить ступни статуи не законченными. Дух опасался гнева учителя, Прометея, за эту выходку. К его удивлению, Прометей был скорее поражен сходством статуй. Поэтому Долос развил в себе навыки обмана и введения в заблуждение. Существует даже несколько историй о том, как этот дух обманывал богов.